# Southampton Island

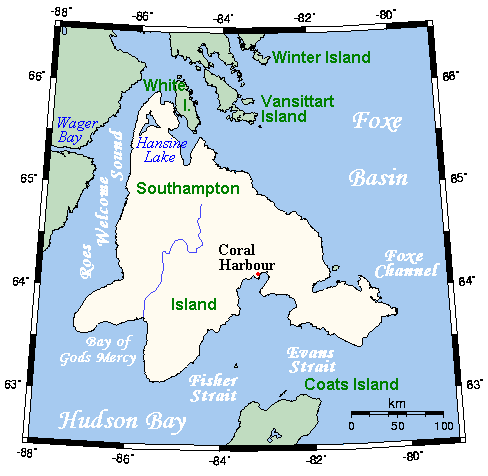
Karta över Southampton Island

Southampton Island är Kanadas nionde största ö och är belägen vid inloppet till Hudsonbukten. Ön har en yta på 41 214 km² På ön finns samhället Coral Harbour. 